# Funitel de la Perdrix
 (novembre 2020).
Si vous disposez d'ouvrages ou d'articles de référence ou si vous connaissez des sites web de qualité traitant du thème abordé ici, merci de compléter l'article en donnant les références utiles à sa vérifiabilité et en les liant à la section « Notes et références ».
Le funitel de la Perdrix est un funitel débrayable situé à Super-Besse au sein du Massif central dans le Puy-de-Dôme en France. Il fut inauguré en 2008 après avoir remplacé une ancienne télécabine sur le même tracé et permet de relier le pied de la station au puy de la Perdrix. Il s'agit du seul funitel de France installé en dehors des Alpes,.

## Historique
Lors de l'inauguration de la station de ski de Super-Besse le 21 décembre 1961, une première télécabine permettant de relier le pied de la station au puy de la Perdrix à 1 800 mètres d'altitude fut mise en service le même jour. Cette télécabine construite par la société Câbles & Monorails - Mancini disposait de cabines à deux places et permettait d'atteindre le sommet du puy en 20 minutes. Mais à peine dix ans après son ouverture, en raison de la hausse de la fréquentation du nombre de skieurs, la faible capacité de la remontée se révéla rapidement insuffisante. C'est donc en 1971 que la station prit l'initiative de la remplacer par une nouvelle télécabine avec une plus grande capacité. L'ancienne télécabine fut démontée en 1973 et la nouvelle remontée fut inaugurée l'année suivante.
La nouvelle télécabine de la Perdrix construite par la société de remontées mécaniques Weber disposait quant à elle de cabines à six places ce qui permit de porter la capacité à 1 500 personnes par heure et le temps de montée fut réduit de plus de la moitié en passant à 9 minutes grâce à une vitesse de 3,4 m/s. Cependant, en raison de problèmes techniques et d'exploitation, la vitesse fut réduite en 1977 à 2,5 m/s ce qui augmenta le temps de montée à 14 minutes. De plus, la télécabine de la Perdrix présenta par la suite d'autres problèmes. Sa résistance au vent était mauvaise, ce qui obligeait sa fermeture lors des journées avec des vents forts, la remontée était alors fermée de nombreux jours lors de la saison hivernale. De plus, au début des années 2000, l'installation se révélait vieillissante, sa capacité ne suffisait plus, sa vitesse était jugée trop faible et son confort médiocre. Face à toutes ces contraintes, la station de Super-Besse lança ainsi son projet de remplacement en 2003. La technologie choisie pour la nouvelle remontée est le funitel, ce type de remontée présente non seulement une plus grande capacité mais surtout une résistance au vent très importante. L'exploitation de la télécabine de 1974 cesse définitivement le 29 avril 2007, soit après 34 ans de service, et cette dernière est ensuite démontée au cours de l'année.
La construction du funitel fut confiée à la société française de remontées mécaniques Poma. Le chantier débuta juste après le démontage de l'ancienne télécabine et le nouveau funitel de la Perdrix est ainsi inauguré en 2008 avec un coût de construction s'élevant à environ 14 millions d'€.

## Description
Le funitel de la Perdrix est le seul funitel de France qui n'ait pas été construit dans le massif des Alpes. Il est en même temps l'une des deux seules remontées de ce type à avoir été fabriquée par la société Poma (l'autre étant le funitel du Grand Fond situé à Val Thorens).
La ligne du funitel présente une longueur de 2 024 mètres, une dénivelé de 480 mètres et possède 7 pylônes. La remontée dispose au total de 34 cabines pouvant accueillir chacune jusqu'à 20 personnes. Avec une capacité de 3 000 personnes par heure, la capacité offerte par le funitel a ainsi été doublée (celle de l'ancienne télécabine était de 1 500 personnes par heure). De plus, sa résistance très élevée au vent lui permet de fonctionner avec des vents allant jusqu'à 110 km/h.
La gare aval est située au pied de la station de Super-Besse à proximité du départ du télésiège des Cascades et du départ du télésiège de la Plaine des Moutons. La gare située à 1 302 mètres d'altitude présente la particularité de réutiliser la gare avale de l'ancienne télécabine de la Perdrix. Mais le bâtiment d'origine étant trop petit pour abriter le garage des cabines du funitel, ce dernier a donc été agrandi lors de la construction de ce dernier. La partie motrice de la remontée est installée dans la gare aval.
La gare amont est implantée à proximité du sommet du puy de la Perdrix à 1 782 mètres d'altitude et à proximité de l'arrivée des téléskis Perdrix I et II. Son emplacement situé au sommet des pistes permet de donner accès à presque toutes les pistes de la station.